# Tom Bosley
Thomas Edward Bosley (Chicago, 1º ottobre 1927 – Rancho Mirage, 19 ottobre 2010) è stato un attore statunitense.
È principalmente noto al pubblico televisivo per aver interpretato i personaggi di Howard Cunningham in Happy Days, dello sceriffo Amos Tupper di Cabot Cove, in La signora in giallo, e padre Frank Dowling nell'omonima serie.

## Biografia
Di religione ebraica, Bosley nacque a Chicago, figlio di Dora e Benjamin Bosley. Durante la Seconda guerra mondiale entrò a far parte della Marina militare degli Stati Uniti d'America. Mentre ancora frequentava la DePaul University, nel 1947 fece il suo debutto sul palcoscenico di Our Town nel "Fine Arts Theatre", recitando nel biennio 1949-1950 anche nel Woodstock Opera House accanto a Paul Newman.
Bosley morì il 19 ottobre 2010 a 83 anni per un'infezione da stafilococco, in un ospedale a Rancho Mirage, vicino alla sua abitazione a Palm Springs in California: il suo agente Sheryl Abrams dichiarò che da diversi anni aveva un cancro ai polmoni. È sepolto al Forest Lawn Memorial Park.

### Carriera

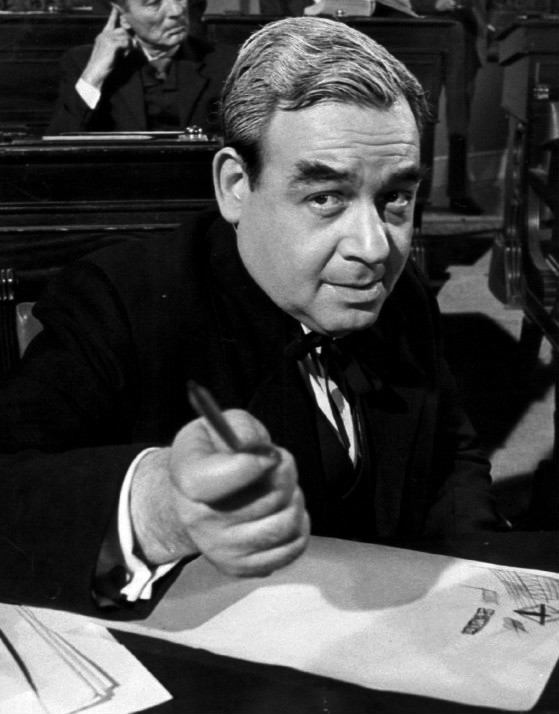
Bosley nei panni di George W. Norris in Profiles in Courage, 1965

Si affermò sul piccolo schermo interpretando il Fante di Cuori in una produzione televisiva di Alice in Wonderland (1955), e interpretò il ruolo del sindaco di New York nel musical di Broadway Fiorello! (1959), che vinse un Tony Award. Dopo essere apparso ancora in televisione in singoli episodi di numerose serie, tra cui Diagnosis: Unknown (1960), The Law and Mr. Jones (1962) e Il virginiano (1969), divenne popolare in tutto il mondo con il personaggio di Howard Cunningham, il padre di Richie, nel famoso telefilm Happy Days (1974-1984). Celebri furono anche le sue interpretazioni di Bob Landers in Ciao Debby! (1969-1970), dello sceriffo Amos Tupper in La signora in giallo (1984-1988) e del sacerdote cattolico Frank Dowling in Le inchieste di Padre Dowling (1989-1991).
Il suo primo ruolo cinematografico fu invece quello dell'aspirante corteggiatore di Natalie Wood in Strano incontro (1963), poi interpretò altri ruoli secondari in film come La vita privata di Henry Orient (1964), Divorzio all'americana (1967), Appuntamento sotto il letto (1968) e Uno strano campione di football (1976). A fine carriera, dopo aver dato una coinvolgente testimonianza sulla sua esperienza sotto l'Olocausto nel documentario Paper Clips (2004), ebbe un ruolo nella commedia Piacere, sono un po' incinta (2010) con Jennifer Lopez.
Bosley fu anche un valente doppiatore e apparve come ospite in radio nella General Mills Radio Adventure Theater, una serie drammatica per bambini del 1977. Doppiò molti personaggi dei cartoni animati, tra cui Harry Boyle in Aspettando il ritorno di papà (1972-1974) e il protagonista della serie David gnomo, amico mio (1985-1986). Diede la voce anche a Geppetto nei film I sogni di Pinocchio (1987) e Geppetto's Secret (2005), e interpretò Maurice nel musical ispirato al film Disney La bella e la bestia (1994), che fu doppiato dalla sua collega Angela Lansbury.

### Influenza culturale
Nel fumetto John Doe, il cavaliere dell'apocalisse Pestilenza ha le fattezze di Tom Bosley, e nel volume 15 della serie si presenta alla famiglia Clayman proprio come Howard Cunningham.

## Filmografia

### Cinema
- Strano incontro (Love with the Proper Stranger), regia di Robert Mulligan (1963)
- La vita privata di Henry Orient (The World of Henry Orient), regia di George Roy Hill (1964)
- Divorzio all'americana (Divorce American Style), regia di Bud Yorkin (1967)
- Bang Bang Kid, regia di Giorgio Gentili (1967)
- Guerra, amore e fuga (The Secret War of Harry Frigg), regia di Jack Smight (1968)
- Appuntamento sotto il letto (Yours, Mine and Ours), regia di Melville Shavelson (1968)
- To Find a Man, regia di Buzz Kulik (1972)
- Mixed Company, regia di Melville Shavelson (1974)
- Uno strano campione di football (Gus), regia di Vincent McEveety (1976)
- O'Hara's Wife, regia di William Bartman (1982)
- Papà hai trovato un tesoro (Million Dollar Mystery), regia di Richard Fleischer (1987)
- Strega per un giorno (Wicked Stepmother), regia di Larry Cohen (1989)
- Little Bigfoot 2: The Journey Home, regia di Art Camacho (1998)
- Returning Mickey Stern, regia di Michael Prywes (2002)
- Confession, regia di Jonathan Meyers (2005)
- Popstar, regia di Richard Gabai (2005)
- Mothers and Daughters, regia di Sheri Hellard (2006)
- Piacere, sono un po' incinta (The Back-up Plan), regia di Alan Poul (2010)

### Televisione
- Alice in Wonderland, regia di George Schaefer – film TV (1955)
- TV Reader's Digest – serie TV, episodio 2x07 (1955) - non accreditato
- Play of the Week – serie TV, episodio 1x11 (1959)
- Diagnosis: Unknown – serie TV, 1 episodio (1960)
- The Right Man – film TV (1960)
- Focus – film TV (1962)
- Arsenic & Old Lace – film TV (1962)
- The Law and Mr. Jones – serie TV, 1 episodio (1962)
- Car 54, Where Are You? – serie TV, 1 episodio (1963)
- La città in controluce (Naked City) – serie TV, 1 episodio (1963)
- Route 66 – serie TV, 2 episodi (1963)
- A Very Close Family – film TV (1964)
- The DuPont Show of the Week – serie TV, 1 episodio (1964)
- The Nurses – serie TV, 2 episodi (1963-1964)
- Il dottor Kildare (Dr. Kildare) – serie TV, 1 episodio (1965)
- Profiles in Courage – serie TV, 1 episodio (1965)
- Ben Casey – serie TV, episodio 4x29 (1965)
- La parola alla difesa (The Defenders) – serie TV, 1 episodio (1965)
- Codice Gerico (Jericho) – serie TV, episodio 1x01 (1966)
- Agenzia U.N.C.L.E. (The Girl from U.N.C.L.E.) – serie TV, episodio 1x15 (1966)
- F.B.I. (The F.B.I.) – serie TV, 1 episodio (1968)
- Get Smart – serie TV, 1 episodio (1968)
- Il virginiano (The Virginian) – serie TV, episodio 7x17 (1969)
- Mod Squad, i ragazzi di Greer (The Mod Squad) – serie TV, 1 episodio (1969)
- Marcus Welby (Marcus Welby, M.D.) – serie TV, 1 episodio (1969)
- Bonanza – serie TV, 2 episodi (1968-1969)
- The Bill Cosby Show – serie TV, 1 episodio (1970)
- Ciao Debby! (The Debbie Reynolds Show) – serie TV, 18 episodi (1969-1970)
- The Most Deadly Game – serie TV, 1 episodio (1970)
- The Silent Force – serie TV, 1 episodio (1970)
- Mistero in galleria (Night Gallery) – serie TV, 2 episodi (1969-1971)
- Reporter alla ribalta (The Name of the Game) – serie TV, 2 episodi (1970-1971)
- A Step Out of Line – film TV (1971)
- Vanished – film TV (1971)
- Vita da strega (Bewitched) – serie TV, episodio 7x26 (1971)
- Missione impossibile (Mission: Impossible) – serie TV, 1 episodio (1971)
- Funny Face – serie TV, 1 episodio (1971)
- Congratulations, It's a Boy! – film TV (1971)
- Sarge – serie TV, 1 episodio (1971)
- Le pazze storie di Dick Van Dyke (The New Dick Van Dyke Show) – serie TV, 1 episodio (1971)
- Mr. and Mrs. Bo Jo Jones – film TV (1971)
- Io e la scimmia (Me and the Chimp) – serie TV, 1 episodio (1972)
- Bobby Jo and the Good Time Band – film TV (1972)
- No Place to Run – film TV (1972)
- Detective anni trenta (Banyon) – serie TV, 1 episodio (1972)
- Sesto senso (The Sixth Sense) – serie TV, 1 episodio (1972)
- The Sandy Duncan Show – serie TV, 11 episodi (1972)
- Temperatures Rising – serie TV, 1 episodio (1973)
- Medical Center – serie TV, 1 episodio (1973)
- The Paul Lynde Show – serie TV, 1 episodio (1973)
- Maude – serie TV, 1 episodio (1973)
- A Touch of Grace – serie TV, 1 episodio (1973)
- Chase – serie TV, 1 episodio (1973)
- Love, American Style – serie TV, 4 episodi (1970-1973)
- Tenafly – serie TV, 1 episodio (1973)
- McMillan e signora (McMillan & Wife) – serie TV, 1 episodio (1973)
- Miracle on 34th Street – film TV (1973)
- Yogi's Gang – serie TV, solo credito (1973)
- The Girl Who Came Gift-Wrapped – film TV (1974)
- Death Cruise – film TV (1974)
- Chi è Black Dahlia? (Who Is the Black Dahlia?) – film TV (1975)
- Insight – serie TV, 1 episodio (1975)
- The Last Survivors – film TV (1975)
- Kolchak: The Night Stalker – serie TV, 1 episodio (1975)
- Ellery Queen – serie TV, episodio 1x04 (1975)
- The Night That Panicked America – film TV (1975)
- Mobile One – serie TV, 1 episodio (1975)
- Love Boat (The Love Boat) – film TV (1976)
- Le strade di San Francisco (The Streets of San Francisco) – serie TV, 3 episodi (1972-1976)
- Testimony of Two Men – miniserie TV (1977)
- Black Market Baby – film TV (1977)
- With This Ring – film TV (1977)
- The Bastard – film TV (1978)
- The Triangle Factory Fire Scandal – film TV (1979)
- The Castaways on Gilligan's Island – film TV (1979)
- The Rebels – film TV (1979)
- The Return of Mod Squad – film TV (1979)
- Boomer cane intelligente (Here's Boomer) – serie TV, 1 episodio (1980)
- For the Love of It – film TV (1980)
- Il brivido dell'imprevisto (Tales of the Unexpected) – serie TV, 1 episodio (1982)
- Jenny e Chachi (Joanie Loves Chachi) – serie TV, 2 episodi (1982)
- The Jesse Owens Story – film TV (1984)
- Happy Days – serie TV, 255 episodi (1974-1984)
- Detective per amore (Finder of Lost Loves) – serie TV, 1 episodio (1985)
- Private Sessions – film TV (1985)
- Glitter – serie TV, 1 episodio (1985)
- Perry Mason e la novizia (Perry Mason: The Case of the Notorious Nun) – film TV (1986)
- Hotel – serie TV, 2 episodi (1986-1987)
- Love Boat (The Love Boat) – serie TV, 5 episodi (1982-1987)
- Fatal Confession: A Father Dowling Mystery – film TV (1987)
- La signora in giallo (Murder, She Wrote) – serie TV, 19 episodi (1984-1988)
- Il fuoco dopo la pioggia (Fire and Rain) – film TV (1989)
- Cose dell'altro mondo (Out of This World) – serie TV, 2 episodi (1988-1989)
- The Love Boat: A Valentine Voyage – film TV (1990)
- Le inchieste di Padre Dowling (Father Dowling Mysteries) – serie TV, 42 episodi (1989-1991)
- Giochi segreti a Las Vegas (Hearts Are Wild) – serie TV, 1 episodio (1992)
- ABC Weekend Specials – serie TV, 1 episodio (1993)
- La legge di Burke (Burke's Law) – serie TV, 1 episodio (1994)
- Heaven Help Us – serie TV, 1 episodio (1994)
- The Drew Carey Show – serie TV, 1 episodio (1996)
- Johnny Bravo – serie TV, 1 episodio, solo voce (1997)
- Ultime dal cielo (Early Edition) – serie TV, episodio 3x13 (1999)
- Port Charles – serie TV, 1 episodio (1999)
- Maggie – serie TV, 1 episodio (1999)
- Jack & Jill – serie TV, 1 episodio (2000)
- Walker Texas Ranger – serie TV, 2 episodi (2000)
- E.R. - Medici in prima linea (ER) – serie TV, 2 episodi (2001)
- In tribunale con Lynn (Family Law) – serie TV, 1 episodio (2001)
- Il tocco di un angelo (Touched by an Angel) – serie TV, 1 episodio (2002)
- Mary Christmas – film TV (2002)
- It's All Relative – serie TV, 1 episodio (2004)
- Christmas at Water's Edge – film TV (2004)
- Still Standing – serie TV, 1 episodio (2005)
- The Fallen Ones – film TV (2005)
- One Tree Hill – serie TV, 1 episodio (2005)
- Nobody's Watching – film TV (2006)
- La vera eredità (Hidden Places) – film TV (2006)
- That '70s Show – serie TV, 1 episodio (2006)
- Charlie & Me – film TV (2008)
- Betsy's Kindergarten Adventures – serie TV, 1 episodio (2010)

### Doppiatore
- David Gnomo amico mio – serie animata, 2 episodi (1985-1986)
- I sogni di Pinocchio (Pinocchio and the Emperor of the Night), regia di Hal Sutherland (1987)
- Supercuccioli a Natale - Alla ricerca di Zampa Natale (Santa Buddies), regia di Robert Vince (2009)

## Doppiatori italiani
Nelle versioni in italiano delle opere in cui ha recitato, Tom Bosley è stato doppiato da:
- Pino Locchi in Strano incontro, Guerra, amore e fuga
- Mario Milita in La signora in giallo (ep. 1x01, 2x07, 2x14, 3x03, 3x06), E.R. - Medici in prima linea
- Renato Turi in La vita privata di Henry Orient
- Carlo Romano in Bang Bang Kid
- Ferruccio Amendola in Appuntamento sotto il letto
- Franco Latini in Ciao Debby!
- Lino Troisi in Happy Days (st. 1-5)
- Gil Baroni in Happy Days (ep. 2x17, 3x19-3x20, 4x01-4x05, 5x23, st. 6-11)[5]
- Sergio Tedesco in Ellery Queen
- Alvise Battain in La signora in giallo (ep. 1x06, 1x08, 1x18, 2x02, 2x10, 3x9, 3x13, 3x17, 4x7, 4x18)
- Vittorio Di Prima in La signora in giallo (ep. 2x18)
- Elio Pandolfi in La signora in giallo (ep. 4x02, 4x10, 4x12)
- Bruno Alessandro in Le inchieste di Padre Dowling
- Stefano De Sando in Happy Days (ep. 2x09, 2x11, 2x13)[5]
- Gianni Bonagura in Walker Texas Ranger
- Vittorio Battarra in One Tree Hill
- Giovanni Petrucci in That '70s Show
- Dante Biagioni in Piacere, sono un po' incinta

Da doppiatore è sostituito da:
- Pietro Ubaldi in David Gnomo amico mio
- Manlio Guardabassi in I sogni di Pinocchio
- Angelo Nicotra in Supercuccioli a Natale - Alla ricerca di Zampa Natale